# Estación Buenavista
Buenavista anteriormente llamada Central de Buenavista, es una estación ferroviaria situada en las cercanías del Conjunto Urbano Nonoalco Tlatelolco, en la Ciudad de México (México). Esta estación reemplazó a mediados de siglo XX a la antigua Estación del Ferrocarril Central Buenavista del siglo XIX, la cual estaba construida 100 metros al sur de la nueva estación. Hasta 1997 funcionaba como un centro ferroviario, donde convergían la mayoría de rutas de Ferrocarriles Nacionales de México.
Actualmente es la terminal del Ferrocarril Suburbano de la Zona Metropolitana del Valle de México; tiene conexión con la Línea B del Metro de la Ciudad de México y con las líneas 1, 3 y 4 del Metrobús.
En su estructura fue construido un centro comercial llamado Forum Buenavista, y a su costado oriente está la Biblioteca Vasconcelos, la cual es una de las más grandes bibliotecas públicas de México.

## Historia

### Primera estación
A mediados del siglo XIX, el entonces regidor del Ayuntamiento de México, el poblano Rafael Martínez de la Torre, promovió el fraccionamiento de haciendas que provenían del periodo novohispano de la ciudad. 

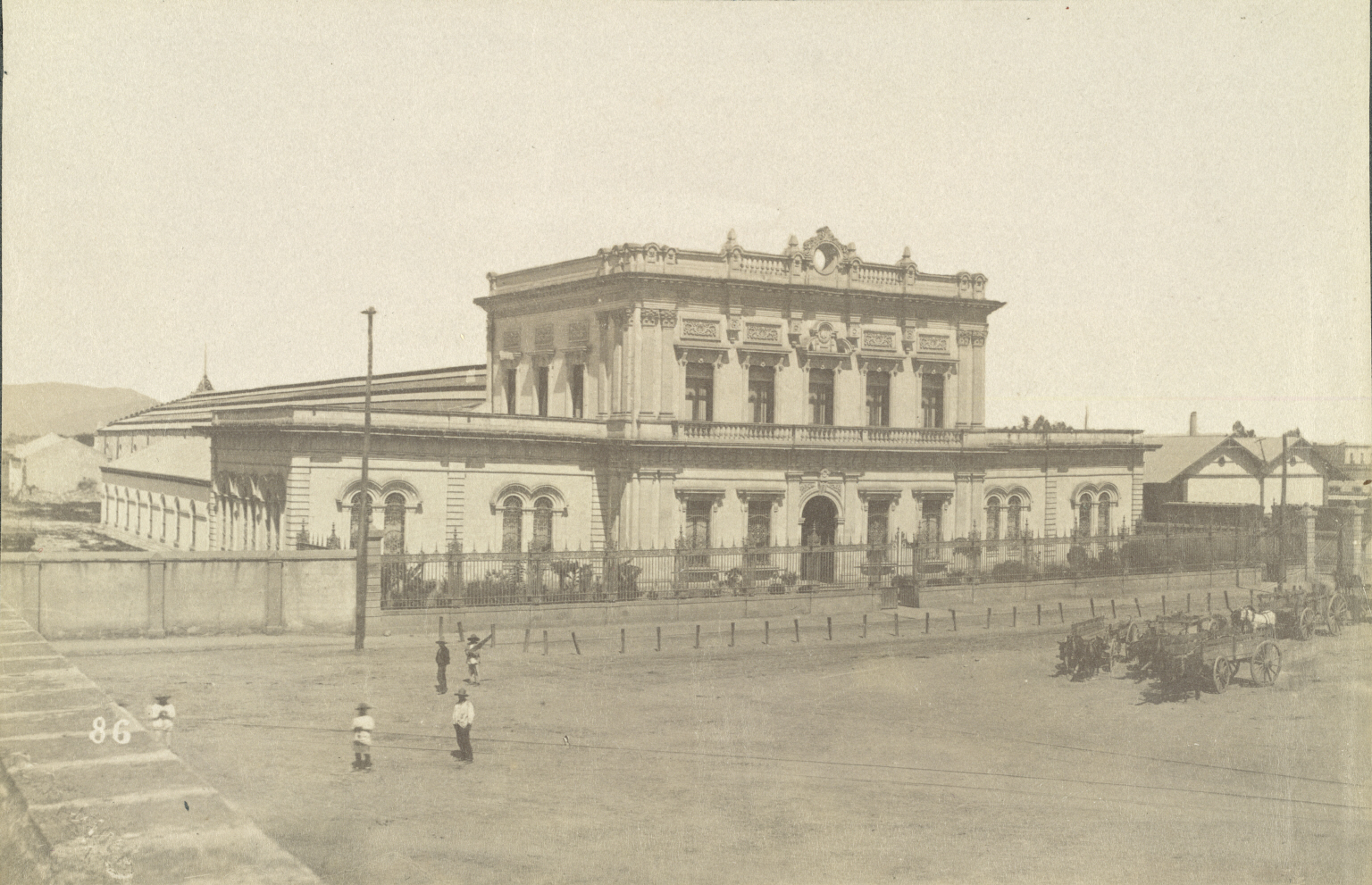
La antigua estación de tren en 1885.

El mismo, junto a otros asociados, participó en negocios inmobiliarios. Uno de ellos fue la Hacienda de Buenavista, la cual quedaría fraccionada en 1865. El empresario Antonio Escandón, una de las personas más ricas por entonces de México, promovió que en este sitio se construyera una estación de ferrocarril para línea ferroviaria entre la capital y Veracruz, la cual sería gestionada por la empresa Ferrocarril Mexicano. 
El edificio fue construido bajo la dirección del alemán J. Müller en 1872 y fue construido con una arquitectura estilo neoclásico y recubriendo su fachada con cantera.
La estación fue inaugurada el 20 de enero de 1873 por el presidente Sebastián Lerdo de Tejada como la primera conexión entre la capital y el puerto de Veracruz, además de contener algunos ramales. En ese tiempo, México solo poseía 570 kilómetros de vías férreas, frente a los 70,000 que tenía Estados Unidos.
Durante el Porfiriato, con la ampliación de las redes ferroviarias, la cual alcanzó los 20,000 kilómetros de vías férreas, la estación se convirtió en la puerta de entrada al resto del país durante la década de 1920. En su plazoleta exterior fue emplazado en 1892 un Monumento a Colón por los festejos del Cuarto Centenario del Descubrimiento de América, el cual fue inaugurado por Porfirio Díaz.
Con el paso de los años se construirían más terminales de otras líneas de ferrocarriles además de la ubicada en Buenavista, la cual quedaría su fachada principal en el cruce de las actuales calles de Buenavista y Héroes Ferrocarrileros. Hacia el poniente, en los actuales terrenos de la sede del Partido Revolucionario Institucional, se emplazaría la terminal del Ferrocarril Central. Este conjunto de edificios funcionaría hasta los años 50.

### Nueva estación (1961)
La antigua estación fue demolida completamente en 1960, para construir en este sitio la actual Delegación Cuauhtémoc. La nueva estación, ya para este tiempo conocida como Estación de Buenavista, se construyó unos 500 metros más al norte, al sur del Conjunto Urbano Nonoalco Tlatelolco, la cual fue inaugurada por el presidente Adolfo López Mateos en 1961. 

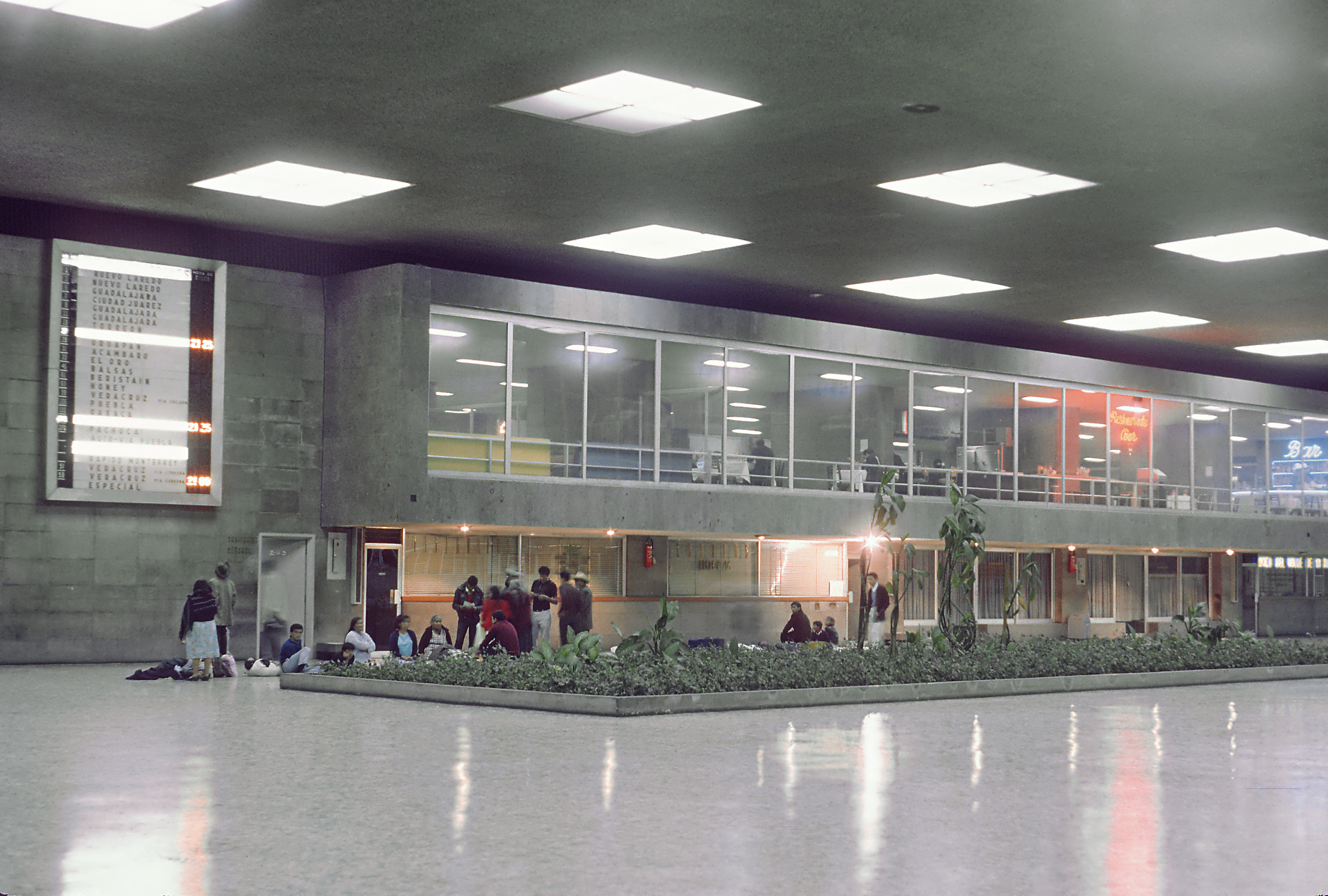
Antiguo interior de la estación.

Esta nueva estación, contaba con doce vías y seis andenes, además de que ahora contaba con el nombre de Ferrocarriles Nacionales de México, además de que los entonces patios de la antigua estación se construiría el Conjunto Urbano Nonoalco Tlatelolco.
En esta estación llegaron diferentes trenes, como el Regiomontano que se dirigía hacia Monterrey, y el Tapatío, el cual se dirigía hacia Guadalajara. El 12 de marzo de 1994, se inauguró el ferrocarril eléctrico México-Querétaro, desde esta estación a la estación de ferrocarril de Querétaro.
El 1 de septiembre de 1999, Ferrocarriles Nacionales de México finalizó sus operaciones en el país. Al concluir las operaciones en todo el país, la estación de Buenavista quedó en desuso y fue abandonada así como sus edificios adyacentes.
Con la construcción de la Biblioteca Vasconcelos a partir de 2003, el área comenzó a ser intervenida en distintos proyectos. Se reacondicionó la estación para convertirla en la terminal del ferrocarril suburbano, se demolieron los 7 antiguos andenes, y las vías se redujeron de 12 a 4.
En 2012 abrió una gran plaza comercial en una gran parte del territorio de la estación, el Forum Buenavista, anclada por un cine llamado Cinépolis y una tienda departamental llamada Sears.

### Servicios ferroviarios anteriores

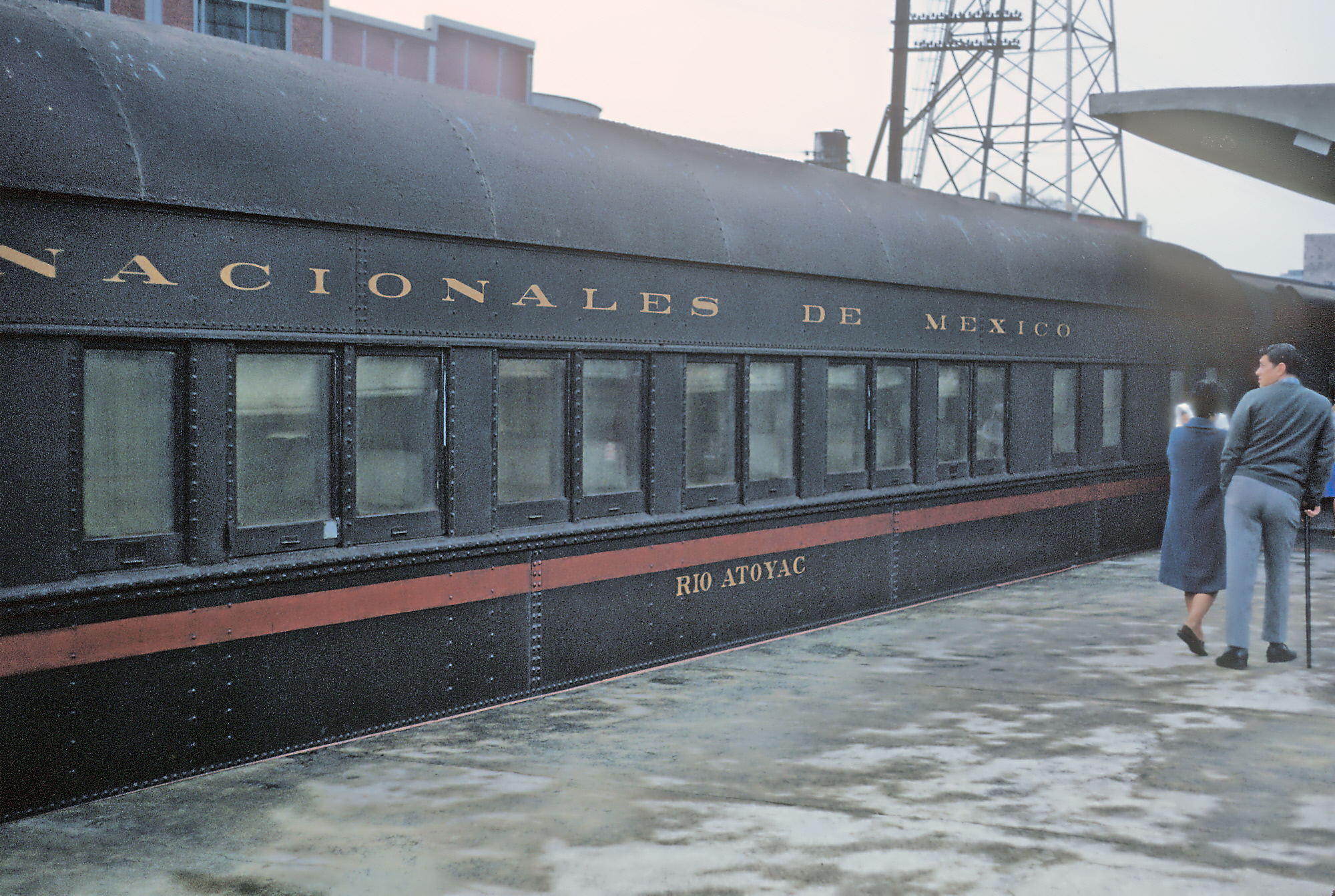
Tren El Jarocho con dirección a Veracruz.

La estación en el pasado dispuso de un elevado tráfico de trenes, los cuales conectaban a diferentes partes de todo México. Ferrocarriles Nacionales de México utilizó la estación de trenes para el tráfico de trenes de pasajeros para conectar Estados Unidos, Guatemala y Belice con otras ciudades mexicanas.
- Cuernavaca, Morelos
- Guadalajara, Jalisco
- Santiago de Querétaro, Querétaro
- Veracruz, Veracruz
- Monterrey, Nuevo León
- Mérida, Yucatán
- Ciudad Juárez, Chihuahua
- Nuevo Laredo, Tamaulipas
- Victoria de Durango, Durango
- Aguascalientes, Aguascalientes
- San Luis Potosí, San Luis Potosí
- Oaxaca de Juárez, Oaxaca
- Morelia, Michoacán

## Servicios a futuro
- Tren Ciudad de México-Pachuca
- Tren Ciudad de México-Querétaro
- Tren Ciudad de México-Querétaro-San Luis Potosí-Monterrey-Nuevo Laredo (proyecto)

## Conectividad

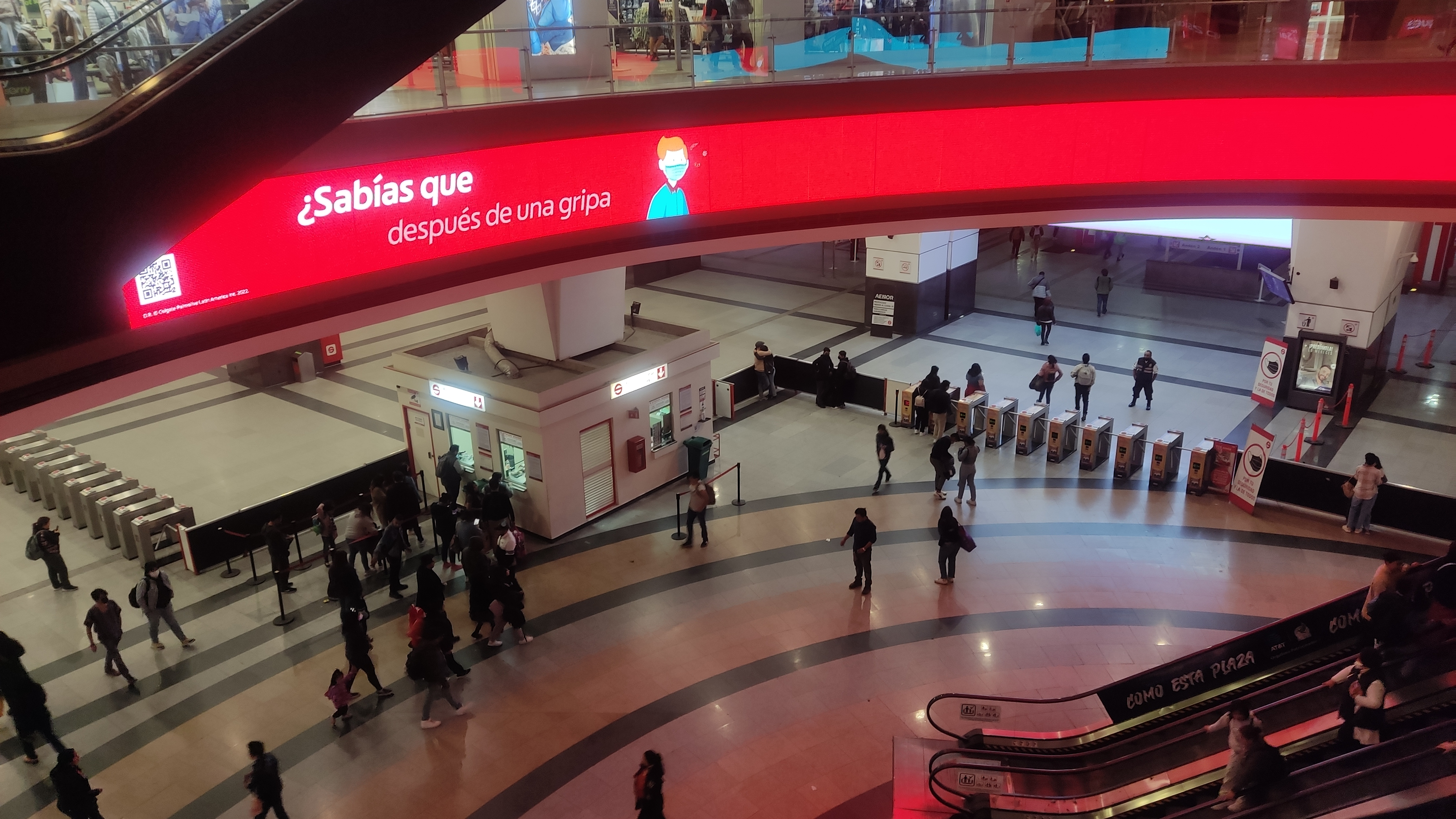
Entrada actual a la estación.

Buenavista dispone de conexiones con la línea B del Metro de la Ciudad de México a través de la estación de Buenavista. También a la red de autobuses llamada Metrobús permite acceder al recinto gracias a las siguientes líneas: 1, 3 y 4.
| << cabecera                                                        | < estación | línea | estación >            | cabecera >>     |
| ------------------------------------------------------------------ | ---------- | ----- | --------------------- | --------------- |
| Ferrocarril Suburbano de la Zona Metropolitana del Valle de México |            |       |                       |                 |
| Buenavista                                                         | Buenavista |       | Fortuna               | Cuautitlán      |
| Metro de la Ciudad de México                                       |            |       |                       |                 |
| Buenavista                                                         | Buenavista |       | Guerrero              | Ciudad Azteca   |
| Metrobús de la Ciudad de México                                    |            |       |                       |                 |
| El Caminero                                                        | El Chopo   |       | Manuel González       | Indios Verdes   |
| Santa Cruz Atoyac                                                  | Mina       |       | Manuel González       | Tenayuca        |
| Buenavista                                                         | Buenavista |       | Delegación Cuauhtémoc | Alameda Oriente |